# دیاگو دا کوستا اولیویرا
دیاگو دا کوستا اولیویرا (به پرتغالی: Diogo da Costa Oliveira) مدافع، هافبک اهل برزیل است که در شهر Porto Alegre و در تاریخ ۴ ژانویهٔ ۱۹۸۸ به دنیا آمده‌است.
دیاگو دا کوستا اولیویرا در تیم‌های فوتبال باشگاه ورزشی اینترناسیونال سابقهٔ حضور دارد.